# Futurismo (cristianismo)
Futurismo é uma interpretação da Bíblia, na escatologia cristã, baseada no cumprimento das profecias do Livro do Apocalipse e dos livros proféticos do Antigo Testamento, do discurso das Oliveiras e das "Ovelhas e Bodes" em geralmente, no futuro literal, físico, apocalíptico e global. Outras opiniões colocam o cumprimento dessas profecias como no passado, como literal, físico e local (Preterismo; Historicismo), ou no presente, como não-literal e espiritual (Idealismo).
O Futurismo tem variantes antigas e modernas; a mais comum entre os modernos evangélicos protestantes é o Dispensacionalismo.
A maioria dos cristãos acreditam que Jesus voltará para cumprir o resto da profecia messiânica.

## Proponentes
- Gleason Archer
- Donald Barnhouse
- Martin De Haan[3]
- Raymond Duck
- Arno Clemens Gaebelein[4]
- Norman Geisler
- Harry A. Ironside [5]
- Walter Kaiser, Jr.
- Hal Lindsey [6]
- Ernst Lohmeyer
- John Fullerton MacArthur
- J. Vernon McGee[7]
- Henry Madison Morris[8]
- William A. Newell [9]
- J. Dwight Pentecost
- John Bertram Phillips
- Francisco Ribera [10]
- Charles Caldwell Ryrie [11]
- Ray Stedman [12]
- Merrill Tenney[13]
- John Walvoord[14]
- Warren W. Wiersbe[15]